# Catinaria atropurpurea
Catinaria atropurpurea är en lavart som först beskrevs av Schaer., och fick sitt nu gällande namn av Vezda & Poelt. Catinaria atropurpurea ingår i släktet Catinaria och familjen Ramalinaceae.  Arten är reproducerande i Sverige. Inga underarter finns listade i Catalogue of Life.